# Jelec adriatycki
Jelec adriatycki (Squalius svallize) – gatunek ryby z rodziny karpiowatych (Cyprinidae).

## Występowanie
Szybko płynące rzeki Dalmacji, Hercegowiny i Albanii. Pływa w pobliżu powierzchni wody.

## Opis
Osiąga do 20 cm długości standardowej.